# Loser (gesto)

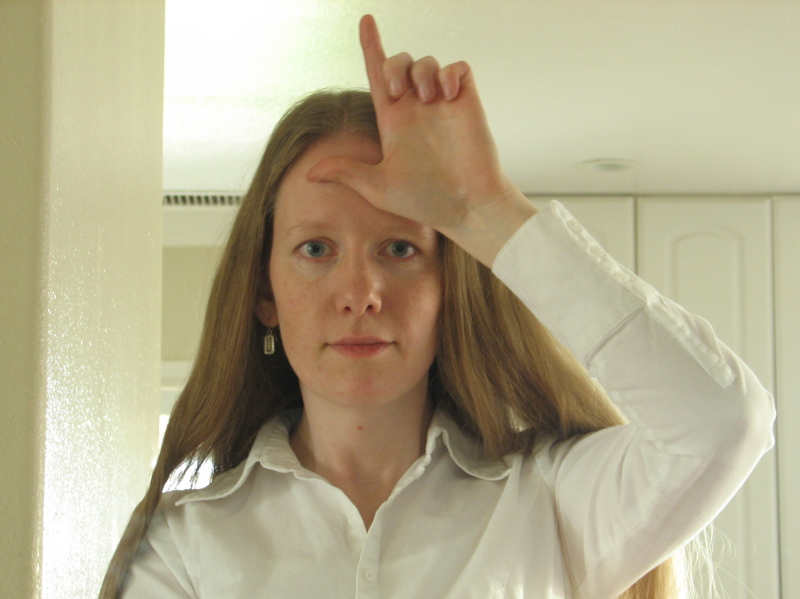
Una donna che pratica il gesto "loser"

Il loser è un gesto della mano praticato apponendo una mano sulla fronte con l'indice e il pollice aperti perpendicolarmente tra di loro e con le restanti altre tre dita della mano chiuse.
In italiano viene anche chiamato "gesto della L".
Il gesto ha una connotazione offensiva e molte volte è un atto di bullismo. Viene solitamente usato come segno di scherno verso chi ha perso una sfida, un gioco o una competizione per prenderlo in giro, soprattutto nei giochi come Fortnite (loser in inglese significa "perdente, sfigato").
Questo gesto è anche utilizzato nei videogiochi.

## Storia
Il gesto è utilizzato negli anni '90 con il film Ace Ventura - L'acchiappanimali in cui il protagonista interpretato da Jim Carrey utilizzò tale gesto frequentemente nella pellicola, e negli anni 2000 nella commedia romantica American School.
È molto usato tra gli adolescenti nei paesi anglosassoni del Nord America, principalmente negli USA.
È un gesto che ripeteva spesso Jeremy Clarkson nelle sfide che vinceva nel programma automobilistico Top Gear nei confronti dei colleghi James May e Richard Hammond.